# Зразковий читач
Зразковий читач — концепція, розроблена Умберто Еко, що висвітлює виключно важливу й активну роль читача, оскільки інтерпретація, яка виходить від читача, впливає на сам об'єкт інтерпретації. Еко виділяє емпіричного і зразкового читача, а також емпіричного і зразкового автора. У художньому трикутнику «автор — текст — реципієнт» Еко цікавить насамперед роль реципієнта, а не емпіричного автора. Якщо розглядати цю тріаду в концепції Умберто Еко, то автор — емпіричний автор, текст — зразковий автор, а реципієнт — зразковий читач.

## Інтерпретація тексту
Емпіричний читач завжди сприймає текст по-різному, він розглядає його з погляду власних емоцій та переживань, що зародилися поза текстом або випадково текстом навіяних. Інтерпретуючи текст, він покликається на власний життєвий досвід. Емпіричний читач не може правильно інтерпретувати текст та знайти його сенс.
Зразковий читач — це компонент структури самого тексту, орієнтований на розкриття інтенцій цієї структури, її можливостей. Оскільки текст є «ледачий» і «відкритий» механізм, то саме з орієнтацією на цю «лінь» і «відкритість» і виникає зразковий читач; його завдання — працювати зі множинністю тексту, його простором можливостей. І якщо все ж знаходити людське обличчя для зразкового читача, їм стане той, хто інтерпретує текст із погляду структурних інтенцій тексту. Зразковий читач завжди сприймає вказівки автора в тексті, знаходить зразкового автора та правильно інтерпретує сенс твору. Інтерпретуючи текст, зразковий читач спирається не на власний життєвий досвід, а на стиль, структуру, літературні тропи та вказівки зразкового автора.

## Читач
Емпіричний читач — будь-яка людина, що читає текст. Може не бути цільовою аудиторією тексту або ж не рефлексує текст, неправильно інтерпритує його, спираючись на власний життєвий досвід.
Умберто Еко ділить зразкового читача на два рівні:
1. Зразковий читач першого порядку відчуває на собі афективний сприйняття, але на відміну від емпіричного читача йому цікавий текст — він відчуває межі використання та інтерпретації тексту. Як правило, зразковий читач першого порядку — це цільова аудиторія тексту, яка не усвідомлює структури, на нього впливають.
2. Зразковий читач другого порядку рефлексує і відчуває естетичний ефект від усвідомлення і виявлення структур тексту, які впливають на зразкового читача першого порядку. Такий читач здійснює аналіз тексту і виокремлює з нього впливають на реципієнта структури, які дозволяють йому «добудовувати» текст через інтерпретації.

## Автор
1. Емпіричний автор — це безпосередньо сам творець тексту, автор як людина з його особистісними психологічними характеристиками й біографією. Такий автор абсолютно не цікавить Еко.
2. Зразковий автор — це сукупність художніх прийомів, стилю та структури тексту. Зразковий автор вдало залишає в тексті вказівки для зразкового читача. Це звернення до зразкового читача, який завжди шукає зразкового автора та правильно інтерпретує текст.

## Концепція на прикладі «Сильвії»
Умберто Еко досліджував «Сильвію» Жерара де Нерваля понад сорок років. Щоби правильно інтерпретувати текст, він розподілив персонажів за своєю концепцією. «Сильвія» написана в трьох лицях (що важко, проте можливо помітити в перекладному виданні), й Еко шукає в тексті зразкового автора. Перше лице — пан, який народився в 1808 і наклав на себе руки в 1855, його справжнє ім'я Жерар Лабрюн. Еко стверджує, що «Я» в тексті повісті не є Жераром Лабрюні, головним героєм. Усе, що ми знаємо про «Я», — це те, що він розповідає нам цю історію й у фіналі не накладає на себе руки, а завершує розповідь. Це друге лице.
Зразковий автор — не Жерар Любріні й не «Я», Еко називає його «воно». Можна сказати, що це «воно» — не цілком очевидне на початку розповіді, позначене тільки декількома легкими штрихами — до кінця читання виявиться тим, що в будь-який естетичної теорії називається «стилем».
У тесті «Сильвії» є речення «Поки фіакр підіймається на схили пагорбів, воскресімо в пам'яті час, коли я так часто наїжджав у ці місця». «Я», що описує поїздку, сказав би по-іншому: "Поки фіакр підіймався по схилу пагорба, я згадував (або «став згадувати», або «сказав собі: „а чому б не згадати“») про той час, коли я так часто наїжджав у ці місця". Це речення — голос зразкового автора, який через оповідача дає вказівку зразковому читачеві.